# Tomasz Gwinciński
Tomasz Gwinciński (ur. 15 stycznia 1963 w Bydgoszczy) – polski muzyk: gitarzysta, perkusista, kompozytor filmowy i teatralny; scenarzysta i reżyser filmowy.

## Życiorys
Urodził się w 1963 r. Jest synem bydgoskiej działaczki samorządowej Felicji Gwincińskiej (przewodniczącej Rady Miasta 1998–2006, prezes Towarzystwa Muzycznego). W pierwszej klasie licealnej (IV LO w Bydgoszczy) utworzył z kolegami zespół rockowy, w którym grał na perkusji. Później jego pasją stała się gra na gitarze. Po kilkuletnich studiach na Wydziale Lekarskim Akademii Medycznej w Łodzi, poświęcił się wyłącznie muzyce na różnych płaszczyznach: twórczej i wykonawczej.
Był jednym z założycieli grupy Trytony wraz ze Sławomir Janickim i Jackiem Buhlem, nagrał dwie płyty: „Tańce bydgoskie” i „Zarys matematyki niewinnej”. Komponował też muzykę do spektakli „Ubu Król czyli Polacy” w reżyserii Wiesława Górskiego (1995) i razem z zespołem instrumentalnym prezentował ją na żywo na każdym przedstawieniu w Teatrze Polskim.
Był liderem grup Henryk Brodaty, Trytony, Maestro Trytony, NonLinear Ensamble i in. Współtworzył tzw. scenę yassową m.in. z Tymonem Tymańskim, Jerzym Mazzollem i Mikołajem Trzaską. Związany z działalnością bydgoskiego klubu Mózg. Od 2004 współpracuje z reżyserem Pawłem Passinim, a od 2008 także z Wojciechem Kościelniakiem.
Jest członkiem Akademii Fonograficznej w Sekcji Muzyki Jazzowej.

## Realizacje teatralne
Jako kompozytor T.G. brał udział w licznych realizacjach teatralnych m.in.:
- 1996 Ubu Król Alfreda Jarry – Teatr Polski w Bydgoszczy
- 1999 Przebudzenie Wiosny Franka Wedekinda – Stary Teatr im. Heleny Modrzejewskiej w Krakowie
- 2000 Cztery Małe Dziewczynki Pabla Picassa – Teatr Współczesny w Szczecinie
- 2000 Trans – Atlantyk Witolda Gombrowicza – Teatr Polski w Szczecinie
- 2001 Sytuacje rodzinne Biljany Srbljanović – Teatr Dramatyczny w Elblągu
- 2003 Tlen Iwana Wyrypajewa – Teatr Powszechny w Warszawie
- 2003 Opowieści o zwyczajnym Szaleństwie Petra Zelenki – Lubuski Teatr im. L. Kruczkowskiego w Zielonej Górze;
- 2003 Testosteron Andrzeja Saramonowicza – Teatr Jeleniogórski
- 2004 Dybbuk na podstawie utworów Szymona Anskiego i Edmonda Jabée – Teatr Nowy w Poznaniu
- 2004 Sinobrody – nadzieja kobiet Dea Loher – Teatr im. J.Kochanowskiego w Opolu
- 2005 Nie-Boska komedia Zygmunta Krasińskiego – Stary Teatr im. Heleny Modrzejewskiej w Krakowie – w ramach festiwalu Re-wizje romantyczne
- 2005 Ifigenia w Aulidzie według Eurypidesa – Teatr im. J.Kochanowskiego w Opolu
- 2006 Kordian Juliusza Słowackiego – Teatr Polski w Warszawie
- 2008 Proces Franza Kafki – spektakl muzyczny – PWST w Krakowie – spektakl dyplomowy studentów specjalizacji wokalno – aktorskiej IV r. WA
- 2008 Hamlet 44 według Williama Szekspira – Muzeum Powstania Warszawskiego – z okazji 64. rocznicy wybuchu powstania warszawskiego
- 2008 Operetka Witolda Gombrowicza – Teatr Dramatyczny im. Jerzego Szaniawskiego w Płocku

Jako współtwórca scenariusza i kompozytor:
- 2006 Amszel Kafka – Teatr Polski we Wrocławiu

## Realizacje filmowe i telewizyjne

### Jako scenarzysta i reżyser
Tomasz Gwinciński nakręcił kilka etiud filmowych m.in. Film o Józefie, natomiast aktualnie pracuje nad pełnometrażową produkcją Gry polowe.

### Jako kompozytor
- 2000 Kraków Wyspiańskiego – TVP2
- 2001 I co wy na to Gałuszko – Canal+ | Gałuszko w serwisie Filmweb
- 2001 Podróż do miejsca urodzenia – TVP2
- 2003 Gdzie Rzym, gdzie Krym... czyli podróże Jerzego Pomianowskiego – TVP1
- 2003 W środku
- 2005 Artykuł 567 – TVP1
- 2005 Kino objazdowe
- 2006 Zawód: inteligent – TVP1
- 2007 Pierwszy dzień w Rosja – Polska. Nowe spojrzenie
- 2008 Na niebie na ziemi

## Dyskografia
- 1992 Tańce Bydgoskie – Trytony
- 1995 Zarys matematyki niewinnej – Trytony
- 1995 a – Mazzoll & Arhythmic Perfection
- 1996 Out Out To Lunch – Mazzol & Arhythmic Perfection
- 1996 Ubu Król – Bromberg Ensamble (limitowana edycja dla Teatru Polskiego w Bydgoszczy – tylko na kasetach)
- 1997 Enoptronia – Maestro Trytony
- 1997 Rozmowy s catem – Mazzoll & Kazik & Arhythmic Perfection
- 1997 Muzyka do filmu Sztos – Miłość i Trupy
- 1997 P.O.L.O.V.I.R.U.S. – Kury
- 1998 Amariuch – Łoskot
- 1999 Jupiter, Urizen, Wernyhora, Trungpa – Gwinciński / Richter / Skolik
- 1999 Samsara – Czan (dawniej Trupy)
- 2000 Śmierdzące kwiatuszki – Łoskot
- 2001 Clever Nonsense and Other Outdoor Games – T.G. & NonLinear Ensamble
- 2002 The Moon Music – T.G. & NonLinear Ensamble
- 2004 Heart of Gold – Maestro Trytony
- 2005 Sun – Łoskot
- 2007 Klub Samotnych Serc Pułkownika Tesko
- 2008 Szkoła bydgoska tom I – NonLinear Ensamble
- 2008 Szkoła bydgoska tom II – P. und der Wolf – NonLinear Ensamble
- 2017 Cosmic Traveler[2]
- Cythera Piano Trio